# Otteana dilinhensis
Otteana dilinhensis är en insektsart som först beskrevs av Otte, D. 1988.  Otteana dilinhensis ingår i släktet Otteana och familjen syrsor. Inga underarter finns listade i Catalogue of Life.